# Vlaamse Vereniging voor Watersport
De Vlaamse Vereniging voor Watersport (VVW) is een federatie van watersportverenigingen, waarbij zo'n 120 clubs zijn aangesloten met meer dan 13000 leden. Het hoofdkwartier bevindt zich in Antwerpen.
Binnen de federatie kunnen 7 watersportdisciplines worden beoefend:
- sportduiken
- kajak
- kleinzeilerij (zie zeilboot of catamaran)
- motorbootvaren
- zeezeilen
- zeilwagenrijden
- waterski.

De federatie is verbonden met de "LAndelijke ZEilwagenFederatie" (Lazef), die de discipline zeilwagenrijden voor haar rekening neemt. Het hoofdkwartier van Lazef is gevestigd in De Panne.

## Geschiedenis
In 1931 was, naar de gewoonten van die tijd, het Frans de courante sociale omgangstaal in betere kringen in Vlaanderen en dus ook in watersportverenigingen. Toch bestond al 10 jaar de Vlaamsche Toeristenbond (VTB) en daarom werd het wenselijk geacht om in Vlaanderen ook Vlaamse jachtclubs te stichten.
Op 15 februari 1931 was er een eerste vergadering om tot een afdeling watersport te komen, voorgezeten door Prof.dr. Stan Leurs. Doel was niet zozeer de sport, maar watertoerisme. Hun boten bestonden aanvankelijk voor 80% uit kano’s, de rest waren zeilbootjes en een enkele motorboot. 
In de winter van 1932 is er een vast gemandateerd bestuur met Karel Olbrechts als voorzitter. Met beperkte middelen werd de club in Antwerpen uitgebouwd. VTB betaalde de slipway die nog steeds in gebruik is.
In de Tweede Wereldoorlog wordt de vestiging in Deurne plat-gebombardeerd, ook in Antwerpen is veel schade. Na de oorlog wordt de heropbouw aangepakt en de ankerplaats op de Schelde ligt al gauw vol met tientallen platbodems en scherpe zeiljachten. Nieuwe leden met boot moeten geweigerd worden, doordat de jachthaven stampvol zit. 
Op 15 maart 1958 wordt Robert Orlent voorzitter. De oude droom, een jachthaven in elke Vlaamse gemeente langs elke bevaarbare waterloop krijgt met hem nieuw leven. Tijdens de vroege sixties komen er jachtclubs in Hasselt, Mechelen, Mol, Tervant, Viersel, Mendonk, het Waasland, Kruibeke, Oostende en Dendermonde. Maar de kers op de taart werd de jachthaven van Nieuwpoort.
Na het overlijden van Orlent in 1984 neemt Jacques Persoons het voorzitterschap over. Gedurende 15 jaar weet hij de organisatie te consolideren en aan te passen aan veranderde tijden. Op het eind zijn er meer dan 130 aangesloten clubs.
Het nieuwe decreet van 1998, ingegeven door bezuinigingen van staatswege, leidde tot het omvormen van VVW tot AWWV, een samensmelting met waterski- en zeilwagen-federaties. Toen deze oplossing niet bleek te voldoen, werd het decreet gewijzigd en moesten meerdere VVW-clubs zich aansluiten bij de inmiddels opgerichte "Vlaamse Yachting Federatie" (VYF). De overige 97 VVW-vestigingen, groepeerden zich met de zeilwagenrijders van Lazef als "VVW-Recrea vzw".
Thans is Marc Persoons, zoon van Jacques, voorzitter.